# Life (album KRS-ONE)
Life – jedenasty solowy album amerykańskiego rapera  o pseudonimie KRS-One.

## Lista utworów
| #  | Tytuł             | Gościnnie                 |
| -- | ----------------- | ------------------------- |
| 1  | "Bling Blung"     |                           |
| 2  | "The Way We Live" | Theresa Jones             |
| 3  | "Woke Up"         |                           |
| 4  | "Mr. Percy"       | Triune                    |
| 5  | "F-cked Up"       |                           |
| 6  | "Freedom"         | Dax Reynosa Ishues Triune |
| 7  | "I'm On The Mic"  |                           |
| 8  | "Gimme Da Gun"    | Raphi                     |
| 9  | "Life Interlude"  |                           |
| 10 | "I Ain't Leavin'" | Propaganda                |
| 11 | "Organ Break"     |                           |
| 12 | "I Am There"      |                           |
| 13 | "Still Slippin'"  |                           |
| 14 | "My Life"         |                           |